# Hồ Xã Tắc
Hồ Xã Tắc là hồ nằm trong khu vực di tích đàn Xã Tắc (phường Thuận Hòa), thuộc quần thể di tích cố đô Huế, được  đào vào năm 1806 dưới thời vua Gia Long.

## Đặc điểm
Hồ này được sách "Đại Nam nhất thống chí" mô tả có hình vuông, được đào vào năm 1806 dưới thời vua Gia Long, cùng thời gian xây dựng đàn Xã Tắc. 
Hiện nay hồ có hình chữ nhật, dài 182 m, rộng 80 m, sâu 5 m; quanh hồ được đắp bờ khá cao, kè bằng đá tổ ong và đá gan gà dày khoảng 0,8 m.
Dự án Chương trình phát triển các đô thị loại II - tiểu dự án Thừa Thiên - Huế do Ngân hàng Phát triển châu Á (ADB) tài trợ, đã tiến hành nạo vét, chỉnh trang, xây dựng kè cứng chống sạt lở hồ Sen, hồ Xã Tắc, hồ Phong Trạch, hồ Tiền Bảo, hồ Hữu Bảo, hồ Vuông; dự kiến hoàn thành vào năm 2024.